# Arracacia fruticosa
Arracacia fruticosa là một loài thực vật có hoa trong họ Hoa tán. Loài này được Rose mô tả khoa học đầu tiên năm 1906.